# Corcubión
Corcubión – miasto w Hiszpanii, w prowincji A Coruña, we wspólnocie autonomicznej Galicja.
Pierwsze ślady osadnictwa (ślady osady celtyckiej) pochodzą z czasów przed naszą erą. W średniowieczu osada należała do rodu Traba, a od XIV wiek do rodu Altamira. W tym czasie była to ważna osada portowa.
W miejscowości znajduje się kościół San Pedro de Redonda z XII wieku.